# بازگشت پیروزمندانه به اورشلیم

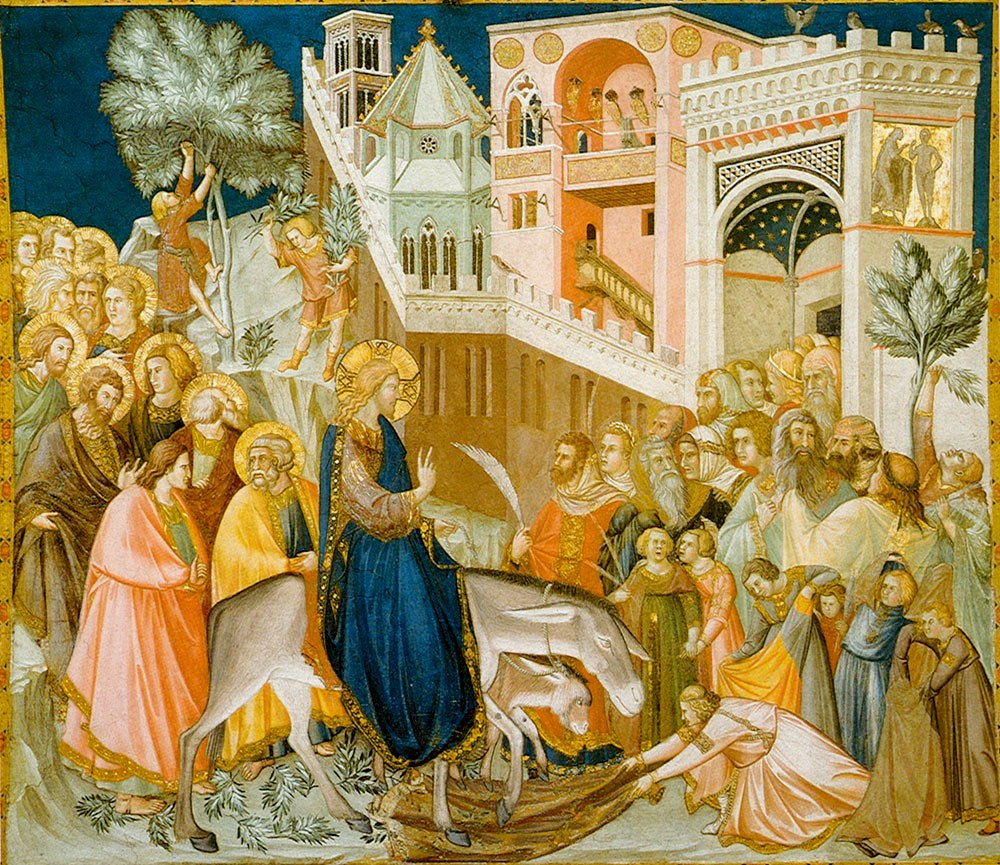
عیسی به اورشلیم بازمی‌گردد و مردم به او خوش آمد می‌گویند، پیترو لورنزتی، ۱۳۲۰ میلادی

بازگشت پیروزمندانه به اورشلیم در چهار انجیل عهد جدید اتفاقی است که چندین روز قبل از شام آخر اتفاق می‌افتند و نشانه آغاز مصائب مسیح است.
در یوحنا ۱۲:۹–۱۱ بعد از اینکه عیسی لازاروس را زنده می‌کند گروهی از مردم اطراف او جمع شده و به او ایمان می‌آورند. در روزهای بعد تعداد زیادی از مردم برای جشن در اورشلیم جمع شده و به عیسی در زمان ورود او به اورشلیم خوش آمد می‌گویند.
در متی ۲۱:۱–۱۱، مرقس ۱۱:۱–۱۱، لوقا ۱۹:۲۸–۴۴ و یوحنا ۱۲:۱۲–۱۹ هنگامی که عیسی از کوه زیتون به سمت اورشلیم می‌رود مردم لباس خود را بر روی زمین پهن می‌کنند تا به او خوش آمد بگویند و او پیروزمندانه به اورشلیم بازمی‌گردد.

## در انجیل
بر اساس انجیل‌ها، قبل از بازگشت به اورشلیم، عیسی در بتانی و بتفاژ بود. یوحنا ۱۲:۱ اشاره می‌کند که او شش روز قبل از عید پسح در بتانی بود. در زمان اقامت او، عیسی دو تن از حواریون را به روستای مجاور می‌فرستند تا خری را که بسته شده ولی هیچگاه استفاده نشده بود بیاورند. عیسی به آنها گفت که اگر سئوالی از آنان شد بگویند که خر را برای ارباب خود نیاز دارند و آن را بازمی‌گردانند.

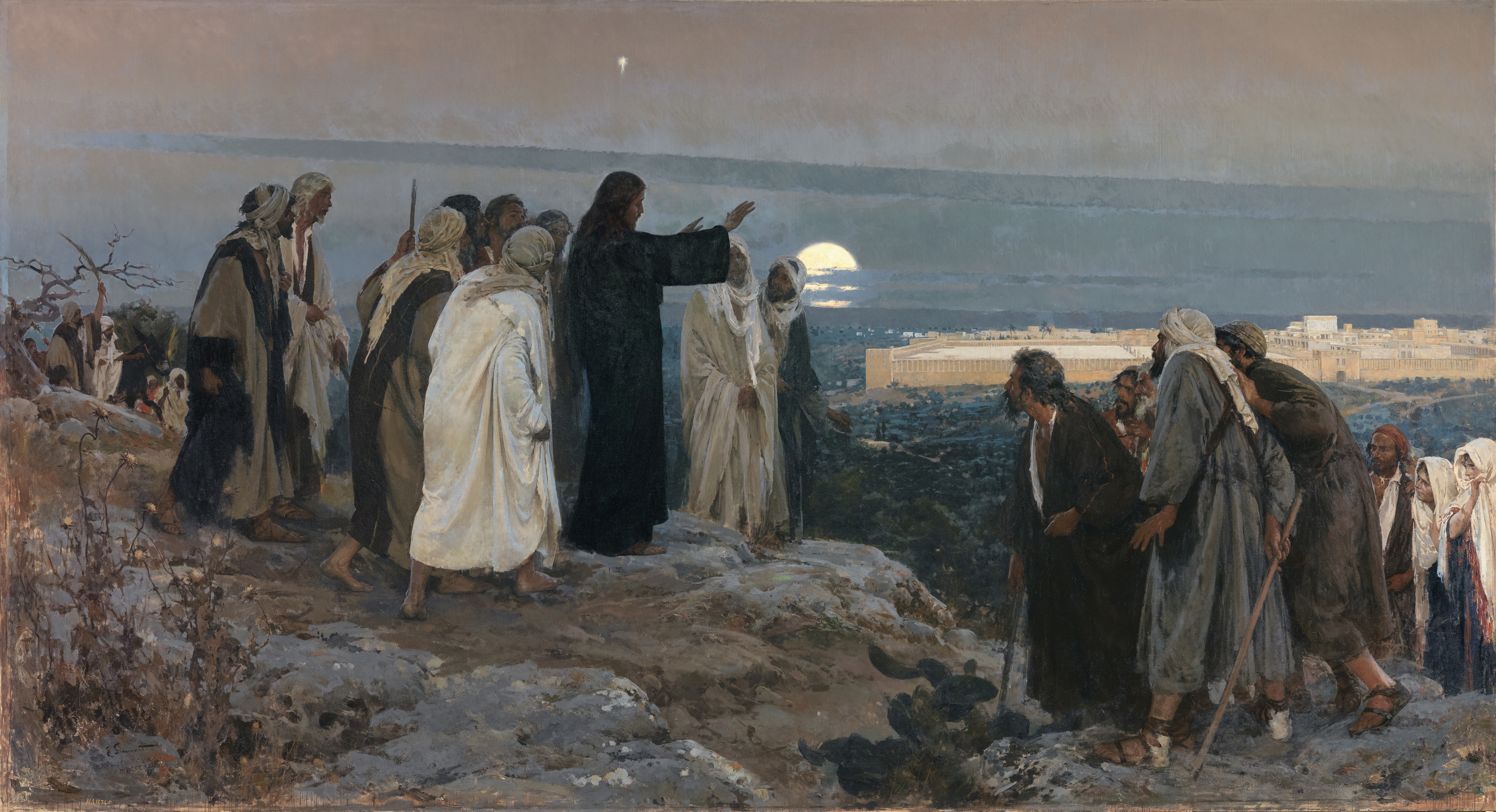
انریکه سیمونت، ۱۸۹۲، او برای آن گریه کرد.

سپس عیسی این خر را به سوی اورشلیم راند. سه انجیل اشاره می‌کنند که حواریون لباس خود را بر روی خر انداختند تا راحتتر باشد. در مرقس و یوحنا این اتفاق روز یکشنبه می‌افتند ولیکن در متی و لوقا روز این اتفاق ذکر نشده‌است. در لوقا ۱۹:۴۱ هنگامی که عیسی به اورشلیم نزدیک می‌شود او به شهر نگاه کرده و برای آن گریه می‌کند و پیشبینی آینده‌ای دردناک برای این شهر می‌کند.
انجیلها اشاره می‌کنند که چگونه عیسی خر را به اورشلیم راند و چگونه مردم لباس خود را برای خوش آمد گویی به او روی زمین پهن کردند و بعضی نیز شاخه‌های درخت را بر روی زمین گذاشتند. مردم بعضی قسمتهای زبور ۱۱۸:۲۵–۲۶ را خواندند: برکت یافته‌است کسی که با نام پروردگار می‌آید. ما تو را از پادشاهی خدا برکت می‌دهیم…
در انجیل بعد از این اتفاق، پاکسازی معبد اتفاق می‌افتد و در تمامی انجیلها عیسی در راه معجزاتی نظیر شفا دادن بیماران انجام می‌دهد و به مردم درس می‌دهد که این اتفاقات تا شام آخر ادامه میابد.
به صورت سنتی، وارد شدن به یک شهر سوار بر یک خر به معنی وارد شدن از در صلح است و در تعارض با وارد شدن یک شاه جنگجو سوار بر اسب است. مسیحیان وارد شدن عیسی به اورشلیم را به عنوان یکشنبه نخل یک هفته قبل از یکشنبه عید پاک جشن می‌گیرند.

## در عهد عتیق
متی ۲۱:۱–۱۱ به یک آیه از کتاب زکریا در عهد عتیق اشاره می‌کند که در آن:
«تمام اینکارها انجام شد، تا توسط فردی که پیامبر از او صحبت کرد انجام شود، گفته شد، به دختران صهیون (اورشلیم) بگو، ببین، پادشاه به سوی شما میاید، سوار بر یک خر»
محل کوه زیتون نیز در عهد عتیق مهم است همانگونه که در زکریا ۹:۹ و زکریا ۱۴:۱–۵ اشاره شده‌است که مسیح از کوه زیتون به اورشلیم خواهد آمد:
«سپس خداوند با آن ملتها خواهد جنگید، همانگونه که در روز جنگ می‌جنگید. پاهای او بر روی کوه زیتون خواهد بود که قبل از اورشلیم در شرق است.»